# Arugella ewa
Arugella ewa är en kräftdjursart som först beskrevs av J. L. Barnard 1970.  Arugella ewa ingår i släktet Arugella och familjen Lysianassidae. Inga underarter finns listade i Catalogue of Life.